# Paulo Junichi Tanaka
Paulo Junichi Tanaka (田中 パウロ 淳一 Tanaka Paulo Junichi?), född 23 oktober 1993 i Hyōgo prefektur, är en japansk fotbollsspelare.
Tanaka började sin karriär 2012 i Kawasaki Frontale. Efter Kawasaki Frontale spelade han för Zweigen Kanazawa, FC Gifu och Renofa Yamaguchi FC.